# Eon (geologi)
| Geokronologi                 | Geokronologi         | Geokronologi  | Geokronologi      |
| Eon                          | Era                  | Period        | Miljoner år sedan |
| ---------------------------- | -------------------- | ------------- | ----------------- |
| Fanero- zoikum               | Kenozoikum           | Kvartär       | 2,6–0,0           |
| Fanero- zoikum               | Kenozoikum           | Neogen        | 23–2,6            |
| Fanero- zoikum               | Kenozoikum           | Paleogen      | 66–23             |
| Fanero- zoikum               | Mesozoikum           | Krita         | 145–66            |
| Fanero- zoikum               | Mesozoikum           | Jura          | 201–145           |
| Fanero- zoikum               | Mesozoikum           | Trias         | 252–201           |
| Fanero- zoikum               | Paleozoikum          | Perm          | 299–252           |
| Fanero- zoikum               | Paleozoikum          | Karbon        | 359–299           |
| Fanero- zoikum               | Paleozoikum          | Devon         | 419–359           |
| Fanero- zoikum               | Paleozoikum          | Silur         | 444–419           |
| Fanero- zoikum               | Paleozoikum          | Ordovicium    | 485–444           |
| Fanero- zoikum               | Paleozoikum          | Kambrium      | 541–485           |
| Protero- zoikum              | Neo- proterozoikum   | Ediacara      | 635–541           |
| Protero- zoikum              | Neo- proterozoikum   | Kryogenium    | 720–635           |
| Protero- zoikum              | Neo- proterozoikum   | Tonium        | 1000–720          |
| Protero- zoikum              | Meso- proterozoikum  | Stenium       | 1200–1000         |
| Protero- zoikum              | Meso- proterozoikum  | Ectasium      | 1400–1200         |
| Protero- zoikum              | Meso- proterozoikum  | Kalymmium     | 1600–1400         |
| Protero- zoikum              | Paleo- proterozoikum | Staterium     | 1800–1600         |
| Protero- zoikum              | Paleo- proterozoikum | Orosirium     | 2050–1800         |
| Protero- zoikum              | Paleo- proterozoikum | Ryacium       | 2300–2050         |
| Protero- zoikum              | Paleo- proterozoikum | Siderium      | 2500–2300         |
| Arkeikum                     | Neoarkeikum          |               | 2800–2500         |
| Arkeikum                     | Mesoarkeikum         |               | 3200–2800         |
| Arkeikum                     | Paleoarkeikum        |               | 3600–3200         |
| Arkeikum                     | Eoarkeikum           |               | 4000–3600         |
| Hadeikum                     |                      |               | 4600–4000         |
| Jorden bildas                | Jorden bildas        | Jorden bildas | tidigare          |
| Se även Geologisk tidsskala. |                      |               |                   |

En eon är den största enheten inom den geologiska tidsskalan. Jordens historia är indelad i fyra eoner varav den första har mer informell status.

## Fyra olika eoner
Jordens historia delas in i fyra olika eoner, där den tidigaste är hadeikum – ibland/tidigare omnämnd som en era – följt av arkeikum (cirka 4 miljarder till 2,5 miljarder år sedan).  Därefter kommer jordens medeltid proterozoikum (2,5 till 0,542 miljarder år sedan). Sist kommer den eonen människan själv lever i – fanerozoikum (började för 542 miljoner år sedan).

## Indelning
En eon delas sedan i olika eror.
- Eonen arkeikum innehåller erorna eoarkeikum, paleoarkeikum, mesoarkeikum och neoarkeikum.
- Eonen proterozoikum innehåller erorna paleoproterozoikum, mesoproterozoikum och neoproterozoikum.
- Eonen fanerozoikum innehåller erorna paleozoikum, mesozoikum och kenozoikum.

| Lagerföljder inom kronostratigrafi | Tidsintervall inom geokronologi | Ändelser för svenska namn | Exempel                | Antal namngivna |
| ---------------------------------- | ------------------------------- | ------------------------- | ---------------------- | --------------- |
|                                    | Supereon                        | -                         | Prekambrium            | 1 supereon      |
| Eonotem                            | Eon                             | -ikum                     | Arkeikum               | 4 eoner         |
| Eratem                             | Era                             | -ikum                     | Kenozoikum             | 10 eror         |
| System                             | Period                          | -ogen, -ium, -            | Neogen, Kambrium, Jura | 22 perioder     |
| Serie                              | Epok                            | -ocen, -                  | Eocen, Wenlock         | 37 epoker       |
| Etage                              | Ålder                           | -                         | Flo, Sandby            | 95 åldrar       |
| Kronozon                           | Kron                            | -                         |                        | Inga officiella |

| Lagerföljder inom kronostratigrafi | Tidsintervall inom geokronologi | Exempel                 | Kommentar                           |
| ---------------------------------- | ------------------------------- | ----------------------- | ----------------------------------- |
| Övre                               | Yngre                           | Övre jura = Yngre jura  | Nya sedimentlager hamnar överst     |
| Mellersta                          | Mellersta                       | Mellersta jura          |                                     |
| Undre                              | Äldre                           | Undre jura = Äldre jura | De äldsta sedimenten ligger underst |